# Pivo
Pivo – polski zespół rockowy założony na początku lat 90. w Głogowie. Zespół gra hendrixowski rock, neogrunge.
W 1995 roku zdobył główną nagrodę w ogólnopolskim konkursie Marlboro Rock-In (współorganizowanym przez magazyn Tylko Rock) w którym nagrodą był kontrakt płytowy z BMG Ariola Poland, w wyniku którego powstała debiutancka płyta zespołu Dziki dziki, która została wydana w listopadzie 1997 roku. Pomimo nagrania w 1999 roku materiału na 2 płytę, materiał ten nigdy nie został wydany. 30 października 1999 roku odbył się ostatni koncert w Miejskim Ośrodku Kultury w Głogowie.
Następnie wokalista i gitarzysta Wojtek Garwoliński grał w zespole kOŚCI, współpracował z Małgorzatą Ostrowską, Olafem Deriglasoffem, Kasią Kowalską, Romkiem Puchowskim oraz zespołem Blenders, a od 2011 prowadzi karierę solową jako G.Wolf. W roku 2012 wrócił do grania z Marcinem Patykiem, z którym rozpoczynał swoją ścieżkę muzyczną.
23 marca 2013 zespół PIVO reaktywował się. Na początku 2014 roku zespół odbył trasę koncertową jako support zespołu Kazik na Żywo.

## Skład
- Wojtek Garwoliński – gitara, śpiew
- Marcin Patyk – gitara basowa
- Remigiusz Orłowski – perkusja do 1993
- Rafał Igiel – perkusja od 1994 do 1999
- Oskar Podolski – perkusja od 2013

## Dyskografia
- Dziki dziki LP (1996)
- Dziki dziki singel promocyjny (1996)
- Słońce (które znasz) singel promocyjny (1996)
- Mistrzowski plan (2016)